# 九龍巴士259E線
九龍巴士259E線是香港新界一條由屯門（龍門居）單向前往荃灣站的巴士路線，提供屯門龍門居往荃灣的早晨接駁港鐵巴士服務。

## 歷史
- 1998年9月14日：本線投入服務，只在平日上午繁忙時間提供龍門居往港鐵荃灣站單向服務，方便乘客到荃灣上班或轉乘港鐵荃灣綫。由於本路線開辦已是全空調服務，收費與當時59M仍是普通空調混合時的空調巴士收費（$7.5）相同，但行車里數卻比59M短。
- 2003年1月18日：59M改為全空調服務後，同時降低全程收費至$6.9，本路線收費便比59M高。
- 2008年6月8日：九巴加價，本線和59M的新全程收費分別是$7.8和$7.3。
- 2013年9月28日：取消星期六的服務。
- 2015年6月27日：增設到站時間預報。[2]
- 2015年12月28日：由龍門居開出之班次減至七班。[3]
- 2021年12月13日：本線改經龍門路（南行）、湖山路、海皇路返回皇珠路原有路線；取消龍門路「龍門站」站，增停龍門路「富健花園」、「新屯門中心」、湖山路「蝴蝶灣體育館」、海皇路「屯門泳池」站及「屯門公路轉車站」；新增08:35由龍門居開出之班次，並取消由富健花園開出之特別班次。[4]
- 2022年7月1日：減至六班車。[5]
- 2024年4月8日：減至四班車，開出時間為星期一至五06:00、06:40、07:20及08:00。
- 2025年3月10日：減至三班車，開出時間為星期一至五06:40、07:20及08:00。

## 服務時間（詳細班次）
- 星期一至五：
  - 龍門居開：06:40、07:20、08:00

星期六、日及公眾假期不設服務

## 收費
全程：$10.2
- 荃景圍天橋往荃灣站：$4.9

| - 本線設有12歲以下小童及65歲或以上長者半價優惠。 - 65歲或以上香港居民使用「樂悠咭」，以及12歲以下合資格殘疾兒童使用「殘疾人士身份」個人八達通繳付車資，均可享有每程$2.0或半價（以較低者為準）的票價優惠；12至64歲合資格殘疾人士使用「殘疾人士身份」個人八達通（包括「樂悠咭」），以及60至64歲香港居民使用「樂悠咭」繳付車資，均可享有每程$2.0或全費（以較低者為準）的票價優惠。 - 65歲或以上長者如使用長者或一般個人八達通繳付車資，則只可享有半價優惠；12至64歲合資格殘疾人士如不使用「殘疾人士身份」個人八達通，以及60至64歲人士如不使用「樂悠咭」繳付車資，必須繳付全費。 - 乘客可以現金或八達通於上車時付款，不設找續。 - 每位成人乘客可免費攜帶最多兩名4歲以下而不佔座位的兒童乘客乘車，超額之4歲以下小童必須繳付小童車費乘車。 - 持有「九巴月票」之乘客在車票有效期內，每日可享最多10程任何九龍巴士及龍運巴士路線（包括本路線，以及聯營路線的九龍巴士／龍運巴士提供的班次；惟乘搭機場「A」及「NA」線則可享原價二七折優惠（不會計算每天10次合資格車程））；而B1線則每日可享最多各2程（不會計算每天10次合資格車程）。 - 九龍巴士、城巴、龍運巴士及陽光巴士全職員工及家屬（不包括外判職員）可免費乘搭本路線，惟必須拍職員或職員家屬八達通。 - 乘客亦可透過多元化電子支付系統（e度嘟）繳付車資，包括使用非接觸式VISA卡、JCB卡、萬事達卡、銀聯卡、美國運通、大來國際、Discover Card、Apple Pay、Google Pay、Samsung Pay、AlipayHK「易乘碼」、支付寶、WeChatHK／微信支付「搭車碼」、銀聯雲閃付「乘車碼」及BOC Pay「乘車碼」。乘客使用此付款方式，使用此支付方式的乘客可享有中途下車之分段收費，以及與其他九巴／龍運獨營路線或聯營線九巴／龍運班次之轉乘優惠，惟不適用於與非九巴／龍運路線之轉乘優惠，亦不能享有「公共交通費用補貼計劃」及「長者及合資格殘疾人士公共交通票價優惠計劃」。 |

### 八達通轉乘優惠
乘客登上本線後150分鐘內以同一張八達通卡轉乘31、36、43X/43P、48X、49X、73X、235、238M或278X線，次程可獲$4.2車資折扣優惠。

## 用車
現時本線獲4輛亞歷山大丹尼士Enviro 500 MMC 12.8米（E6X）雙層空調巴士，均屬屯門車廠。
本線亦有來自59M、59X及61M線的柯打。
| 車隊編號 | 車牌   |
| -------- | ------ |
| E6X196   | XZ8946 |
| E6X198   | XZ8874 |
| E6X199   | XZ8764 |
| E6X229   | YB176  |

## 行車路線

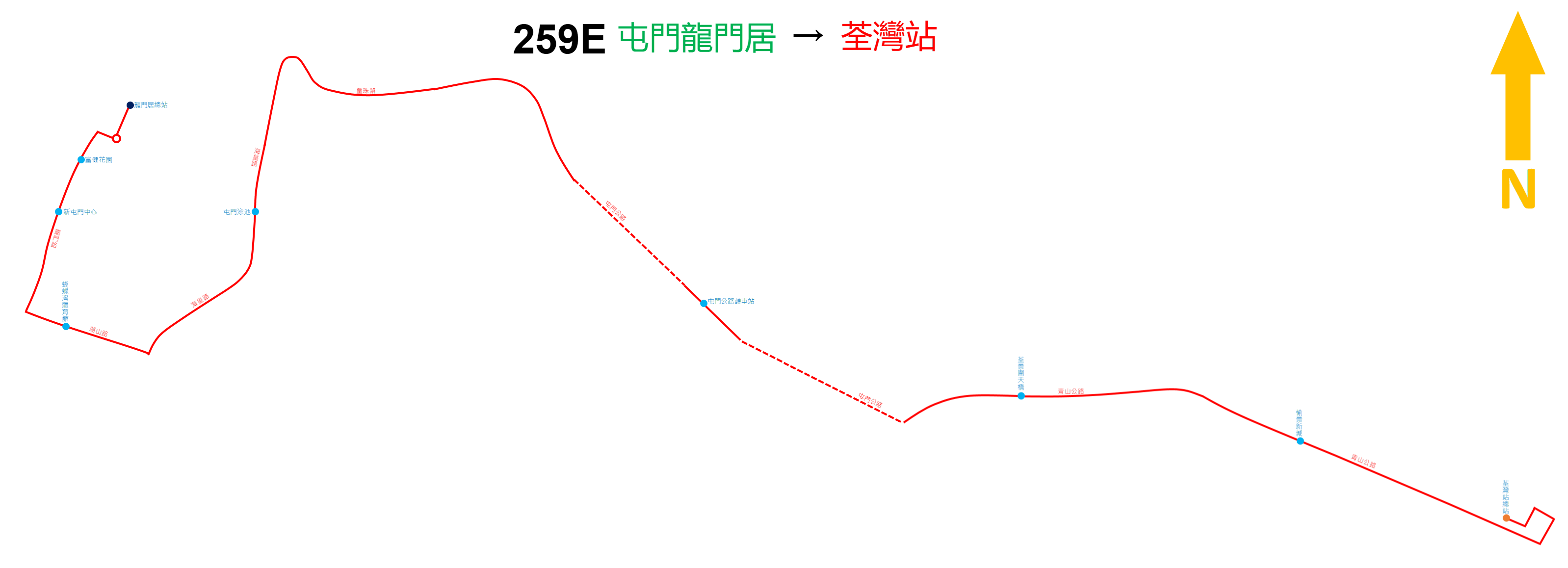
此線的走線圖

經：龍門路、湖山路、海皇路、皇珠路、屯門公路、屯門公路巴士轉乘站、屯門公路、青山公路-荃灣段、大河道及西樓角路。
具體停站請參考資訊框

## 外部連結
- 九巴259E線—九龍巴士

1. 1 2  . 九龍巴士（一九三三）有限公司.   [2023-07-09]. （原始内容存档于2023-06-25） （中文（香港））.
2. ↑  九龍巴士（一九三三）有限公司，146條路線增設巴士到站時間預報服務 覆蓋逾半九巴及龍運路線 （页面存档备份，存于）［新聞稿］，2015年6月26日。
3. ↑  259E修改行車時間 （页面存档备份，存于），九巴乘客通告，2015-12-11
4. ↑   (PDF).   [2021-12-08]. （原始内容 (PDF)存档于2021-12-10）. （页面存档备份，存于）
5. ↑   (PDF).   [2022-06-29]. （原始内容存档 (PDF)于2022-06-30）. （页面存档备份，存于）